# Hubert Ingraham
Hubert Ingraham (ur. 4 sierpnia 1947), polityk z Bahamów, premier w latach 1992–2002 oraz 2007–2012. Lider Wolnego Ruchu Narodowego (FNM) w latach 1990–2002 oraz 2005–2012.

## Edukacja
Ingraham urodził się w 1947 w Pine Ridge, na wyspie Wielka Bahama. Dorastał w Coopers Town na wyspie Wielkie Abaco, gdzie rozpoczął także swoją edukację. Następnie uczęszczał do szkół Southern Senior School i Government High School Evening Institute w Nassau. Studiował prawo w Nassau. W tym czasie pracował jako księgowy w firmie Owens-Illinois Sugar Mill Company oraz The Bahamas Telecommunications Corporation, a następnie w banku Chase Manhattan Bank. W grudniu 1972 został przyjęty w szeregi adwokatury. Założył własną kancelarię prawniczą Christie, Ingraham and Co..

## Kariera polityczna
W działalność polityczną zaangażował się w 1975, kiedy wszedł w skład Rady Generalnej rządzącej Postępowej Partii Liberalnej (Progressive Liberal Party, PLP). Z jej ramienia w 1977 wszedł po raz pierwszy w skład Izby Zgromadzenia. W wyborach w czerwcu 1982 uzyskał reelekcję. Objął także stanowisko ministra mieszkalnictwa, ubezpieczeń i spraw społecznych. W 1982 został również szefem Bahamskiej Korporacji Kredytów Hipotecznych, instytucji powołanej do gwarantowania wsparcia finansowego na zakup mieszkań.
W 1984 z powodów oskarżeń o korupcję i protestów ulicznych z powodu niezadowolenia z polityki rządu, ustąpił z funkcji ministra. W październiku 1986 został wydalony z Postępowej Partii Liberalnej. W wyborach w 1987 wystartował jako kandydat niezależny, dzięki czemu ponownie zasiadł w ławach poselskich. W kwietniu 1990 przystąpił do opozycyjnego Wolnego Ruchu Narodowego (FNM). Po śmierci w maju 1990 przewodniczącego FNM, Cecila Wallace-Whitefielda, został jednogłośnie wybrany nowym liderem partii.

## Premier
19 sierpnia 1992 doprowadził Wolny Ruch Narodowy do zwycięstwa w wyborach nad Postępową Partią Liberalną, zdobywając 32 miejsca w 49-osobowym parlamencie i kończąc w ten sposób trwające 25 lat rządy premiera Lyndena O. Pindlinga.
Ingraham objął stanowisko premiera oraz ministra finansów, a w późniejszym okresie również ministra handlu i przemysłu. 14 marca 1997 FNM ponownie zwyciężył w wyborach parlamentarnych na wyspach, zdobywając 35 miejsc w Izbie Zgromadzenia, co pozwoliło mu utrzymać stanowisko premiera. Zadecydował jednak o rezygnacji ze stanowiska lidera partii, na którym w 2002 zastąpił go Tommy Turnquest.
3 maja 2002, w wyniku porażki wyborczej FNM, Hubert Ingraham ustąpił z funkcji szefa rządu. Zachował jednakże mandat deputowanego. W listopadzie 2005 został wybrany ponownie przewodniczącym Wolnego Ruchu Narodowego, zostając liderem opozycji.
W wyborach parlamentarnych 2 maja 2007 Wolny Ruch Narodowy (FNM) odniósł zwycięstwo, zdobywając 23 spośród 41 miejsc w parlamencie. W następstwie wygranej, 4 maja 2007 Ingraham ponownie objął urząd szefa rządu oraz ministra finansów.
W kolejnych wyborach parlamentarnych 7 maja 2012 FNM zdobył zaledwie 9 spośród 38 mandatów i znalazł się z opozycji. Hubert Ingraham zrezygnował wówczas ze stanowisko szefa partii. 9 maja 2012 nowym przewodniczącym partii i liderem opozycji został Hubert Minnis.
Hubert Ingraham jest żonaty, ma pięcioro dzieci.